# Ledeno doba 2: Zatopljenje
Ledeno doba 2: Zatopljenje (eng. Ice Age: The Meltdown) jest računalno-animirani film iz 2006. godine animacijskoga studija Blue Sky Studios. Redatelj filma je Carlos Saldanha, a glasove u originalnoj verziji posudili su između ostalih i Ray Romano, John Leguizamo, Denis Leary, Seann William Scott i Queen Latifah. Producent je Lori Forte, a film je distribuirao 20th Century Fox. Scenarij potpisuju Peter Gaulke, Gerry Swallow i Jim Hecht.

## Glavne uloge
- Ray Romano – Manny
- John Leguizamo – Sid
- Denis Leary – Diego
- Queen Latifah – Ellie
- Seann William Scott i Josh Peck – Crash i Eddie
- Will Arnett – Lone Gunslinger Vulture
- Jay Leno – Fast Tony
- Chris Wedge – Scrat
- Tom Fahn – Stu
- Alex Sullivan – James
- Alan Tudyk – Cholly
- Clea Lewis – Female Mini Sloth i Dung Beetle Mom
- Debi Derryberry – Gastornis Mom
- Cindy Slattery – Aardvark Mom

## Hrvatska sinkronizacija
| Ime               | Engleska inačica    | Hrvatska inačica          |
| ----------------- | ------------------- | ------------------------- |
| Sid               | John Leguizamo      | Edo Maajka                |
| Manny             | Ray Romano          | Ljubomir Kerekeš          |
| Diego             | Denis Leary         | Tarik Filipović           |
| Ela               | Queen Latifah       | Daria Knez                |
| Krešo             | Seann William Scott | Dražen Bratulić           |
| Edo               | Josh Peck           | Ozren Grabarić            |
| Brzi Ramo         | Jay Leno            | Željko Šestić             |
| Mravojedski otac  | Stephen Root        | Saša Anočić               |
| Gastorniska majka | Debi Derryberry     | Pavlica Bajsić Brazzoduro |
| Dabrov otac       | George Jacobs       | Siniša Bajt               |
| Mini ljenivica    | Clea Lewis          | Maja Katić                |

### Ostali glasovi
- Robert Ugrina
- Martin Milinković
- Ivor Hadžiabdić
- Boris Miholjević
- Joško Ševo
- Ema Tovernić
- Maks Tudja
- Mara Bajsić
- Luka Miletić
- Petra Vukelić
- Korana Serdarević
- Edin Serdarević
- David Jakovljević
- Anabela Barić

### Vokalna izvedba
- Ani Vuletić
- Ivona Mederi
- Sandra Jovičić
- Dubravko Jelić
- Dinko Domjanović
- Mario Gudan

### Sinkronizacija
- Sinkronizacija: Livada Produkcija
- Prijevod i redateljica dijaloga: Pavlica Bajsić Brazzoduro
- Tonski snimatelji: Ivan Zelić i Berko Muratović
- Mix studio: LS Production
- Supervizor produkcije: Denin Serdarević

## Vanjske poveznice
- Ledeno doba 2: Zatopljenje u internetskoj bazi filmova IMDb-a (engl.)
- Ledeno doba 2: Zatopljenje na Rotten Tomatoes (engl.)